# Южноборщаговский массив

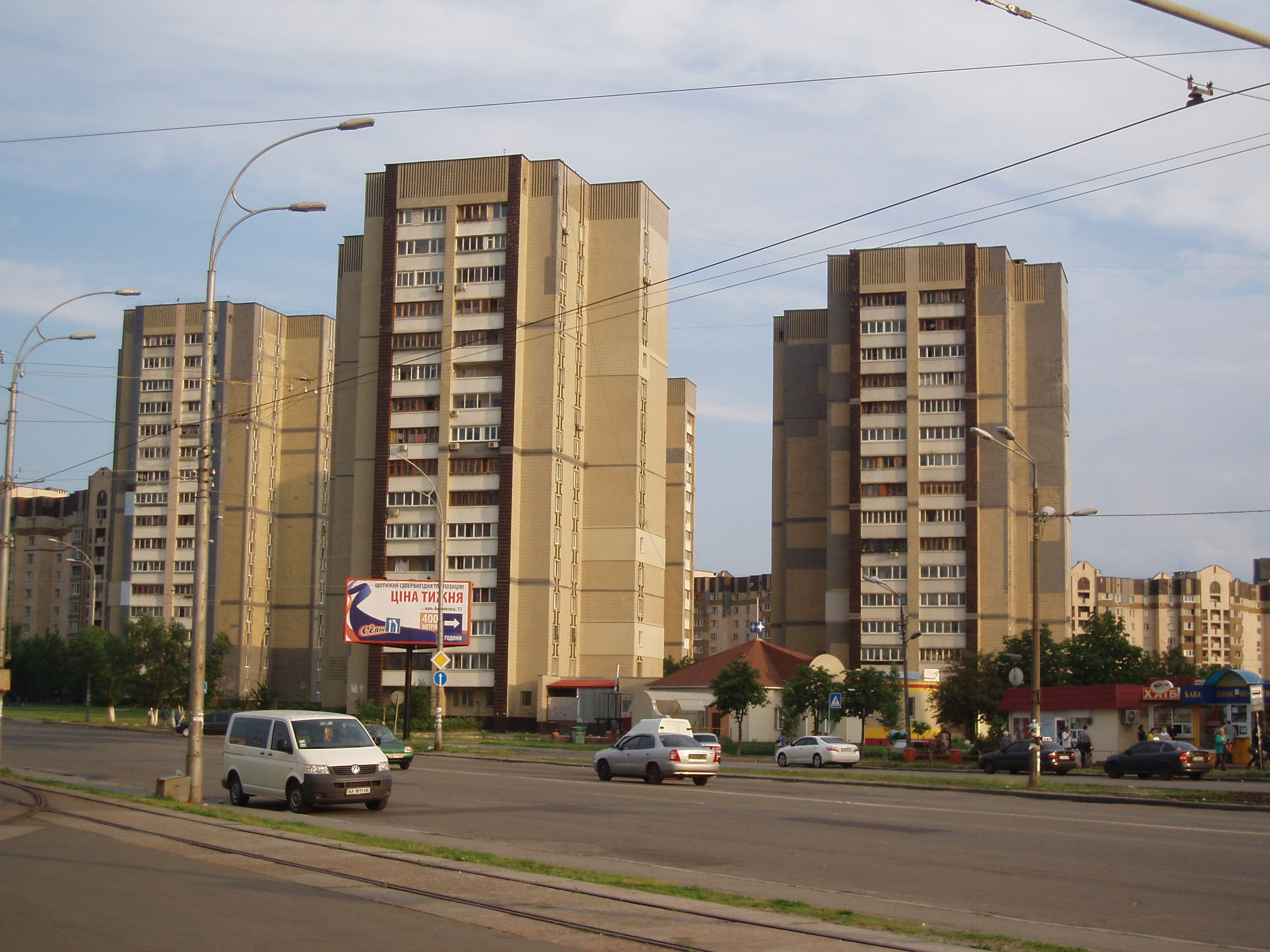
Дома по проспекту Академика Королёва

Южноборщаго́вский массив, Ю́жная Борщаго́вка (укр. Південна Борщагівка, Південноборщагівський масив) — жилой массив в Святошинском районе города Киева. Расположен на юго-западной окраине города, вдоль улицы Симиренко, между проспектом Академика Королёва и Большой окружной автодорогой. Массив возведён на месте сёл Никольская и Братская Борщаговка в 1980-х годах. Застройка массива продолжается и в настоящее время.

## История

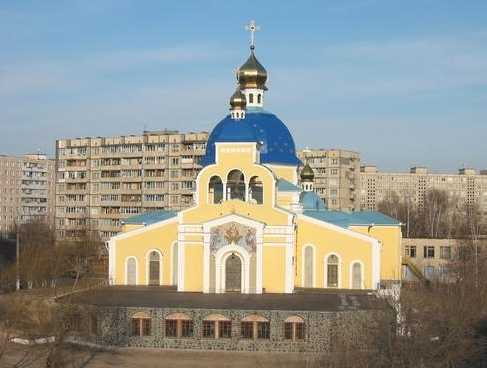
Храм Живоносного Источника на Южной Борщаговке. Можно также увидеть типовую для Южной Борщаговки 9-этажную застройку

Местность была известна ещё со времён киевских князей и тогда называлась Добрый дуб.
На массиве расположен Храм Живоносного Источника (Казанской Иконы Божьей Матери) Украинской православной церкви Киевского патриархата (УПЦ КП). Этот храм был построен в 1862 году и долгое время принадлежал Московскому патриархату. В 1968 был закрыт. После распада СССР храм перешёл к Украинской православной церкви Киевского патриархата. В 1996—2002 годах храм был реконструирован.

Памятник конному трамваю

Возле административного здания Трамвайного депо имени Шевченко на проспекте Академика Королёва был расположен памятник — вагон конного трамвая, поставленный на небольшой постамент. В августе 2012 года вагон был демонтирован и перевезен в музей городского транспорта, открытый на территории Дарницкого трамвайного депо.